# 羅馬尼奧猶太人

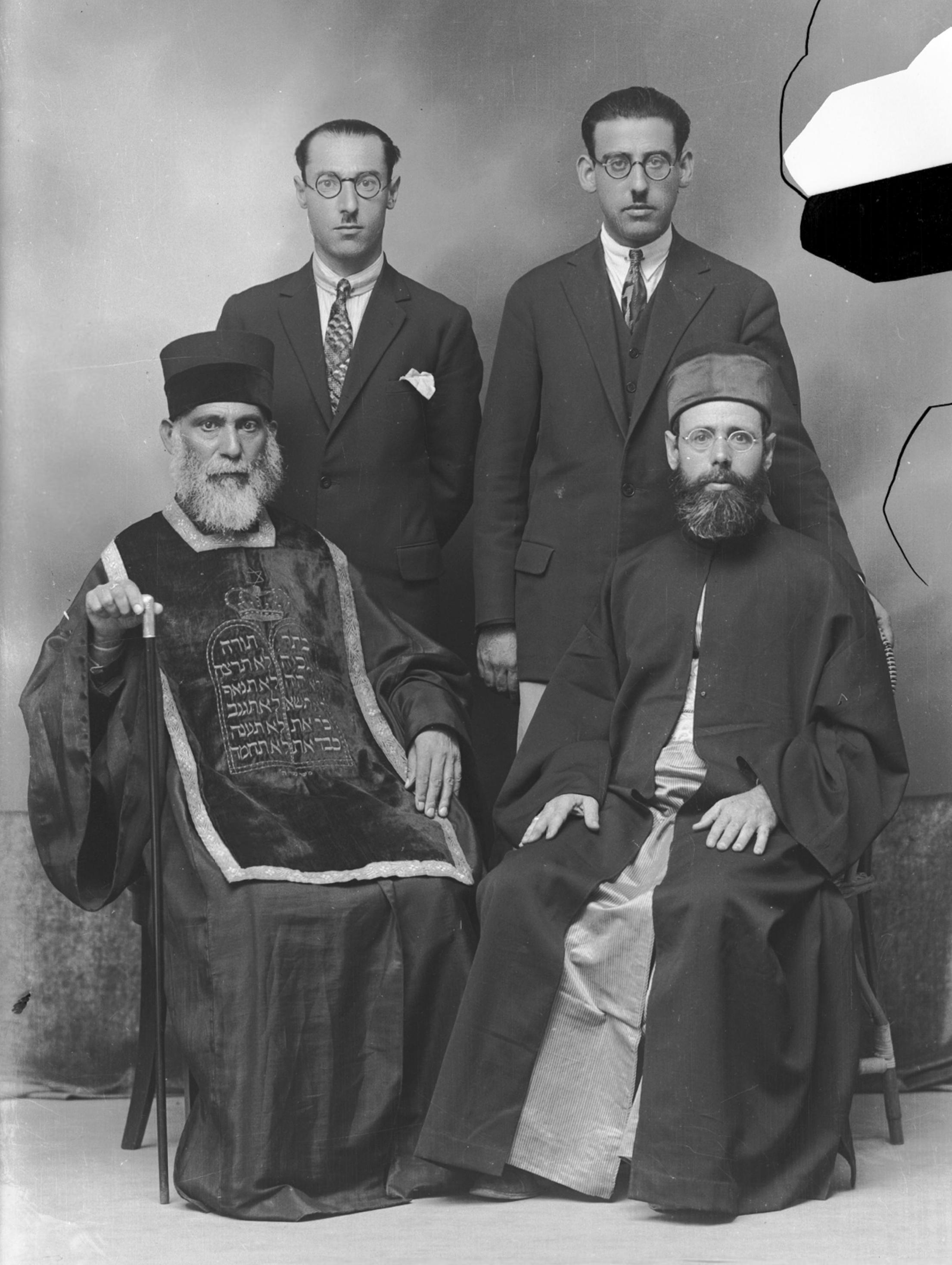
1940年時的羅馬尼奧猶太人

羅馬尼奧猶太人（希臘語：Ῥωμανιῶτες）是猶太人的一支，最初主要居住在東地中海地區。羅馬尼奧猶太人是歐洲最古老的猶太人社區。在第二次世界大戰期間，軸心國佔領希臘並將大部分猶太人驅逐到集中營，眾多羅馬尼奧猶太人在大屠殺中遇害。二戰後大多數倖存者移民到以色列、美國、西歐。現在希臘约有4,500至6,000人猶太人，其中只有少數是羅馬尼奧猶太人。以色列的羅馬尼奧猶太人大多居住在特拉維夫。